# Schlacht von Dimbos
Die Schlacht von Dimbos oder Dinboz war eine Schlacht zwischen dem Osmanischen Emirat und dem Byzantinischen Reich im Jahr 1303.

## Hintergrund
Nach der Schlacht von Bapheus im Jahr 1302 begannen türkische Krieger aus allen Teilen Anatoliens das verbliebene byzantinische Gebiet zu plündern. Der byzantinische Kaiser Andronikos II. Palaiologos versuchte, ein Bündnis mit dem mongolischen Ilchanat gegen die türkische Bedrohung zu schmieden. Nachdem dies misslungen war, entschied er sich die Grenze mit seiner eigenen Armee zu verteidigen.

## Schlacht
Die Schlacht ist uns nur durch spätere Überlieferung bekannt und durch Legenden ausgeschmückt. Theodoros Spandounes zufolge war „Dimbos“ (auf Griechisch) oder „Dinboz“ (von türk. din bozmak, „Glaubenswechsel“) die erste byzantinische Stadt, die an die Osmanen fiel. Der osmanische Chronist Aschikpaschazade nahm Material über die Schlacht von Koyunhisar (Bapheus) aus anderen Chroniken und verlegte das Geschehen in die Nähe von Dimbos.
Der anatolische Heeresteil der byzantinischen Armee bestand größtenteils aus den Garnisonen einiger Städte wie Adranos, Bidnos, Kestel (heutiges Erdoğan) und Kete (heutiges Ürünlü). Im Frühling 1303 marschierte die byzantinische Armee nach Yenişehir, einer wichtigen osmanischen Stadt nordöstlich von Bursa. Osman I. besiegte sie in der Nähe von Dimbos auf ihrem Weg nach Yenişehir. Während der Schlacht erlitten beide Seiten hohe Verluste. Auf osmanischer Seite wurde Osmans Neffe Aydoğdu und auf byzantinischer Seite die Kommandanten von Kestel und Dimbos getötet.

## Folgen
Der Kommandant von Kete versuchte, in die nahe Festung von Lopardion (heutiges Uluabat) zu entkommen. Aber Osman nahm ihn gefangen und ließ ihn vor der Festung Kete exekutieren, womit er Kete zur Kapitulation brachte.